# Gonzalo Pasamar
Gonzalo Vicente Pasamar Alzuria (1959) es un historiador español, catedrático de Historia Contemporánea de la Universidad de Zaragoza y especializado en estudios sobre historia de la historiografía, historia de la memoria y teoría de la historia. Sus temas actuales de investigación versan sobre las representaciones de la Transición española a la democracia, y los conceptos de Historia del presente, Historia mundial e Historia globa historiografía.

## Trayectoria
Se doctoró en historia por la Universidad de Zaragoza, con la lectura en octubre de 1986 de La historiografía en la España franquista (la post-guerra), 1939-1950, tesis dirigida por Juan José Carreras Ares. Es autor en solitario de obras como Historiografía e ideología en la postguerra española. La ruptura de la tradición liberal (Prensas Universitarias de Zaragoza, 1991); La historia contemporánea. Aspectos teóricos e historiográficos (Síntesis, 2000); o Apologia and Criticism. Historians and the History of Spain, 1500-2000 (Peter Lang, 2010); entre otras.
Ha escrito junto al también historiador Ignacio Peiró Martín obras como Historiografía y práctica social en España (Prensas Universitarias de Zaragoza, 1987); La Escuela Superior de Diplomática: Los archiveros en la historiografía española contemporánea (ANABAD, 1996) y Diccionario Akal de historiadores españoles contemporáneos (1840-1980) (Ediciones Akal, 2002).